# Polycarpaea douliotii
Polycarpaea douliotii är en nejlikväxtart som beskrevs av Paul Auguste Danguy. Polycarpaea douliotii ingår i släktet Polycarpaea och familjen nejlikväxter. Inga underarter finns listade i Catalogue of Life.